# Urtica atrovirens
Espèce
Classification APG III (2009)
Urtica atrovirens, l’ortie noirâtre , aussi appelée ortie de Dodart, est une espèce de plantes à fleurs de la famille des Urticaceae. C'est une plante herbacée présente en France uniquement en Corse.

## Étymologie du nom
Urtica qui désignait l’ortie en latin, vient de la racine latine uro, (ussi, ustum, urere)  « brûler, embraser, échauffer, faire souffrir, tourmenter », par allusion aux piqures brûlantes occasionnées par les poils. Atrovirens vient du latin ater « noir » et virens « vert » et désigne donc la couleur « vert sombre ».
Elle est appelée Ortie de Dodart en hommage à Denis Dodart, fameux botaniste de l'Académie des sciences sous Louis XIV, auteur du Mémoires pour servir à l'histoire des plantes, publié en 1676.

## Description
L’ortie noirâtre est une plante vivace de 30 à 90 cm de haut, d’un vert sombre, parsemée de poils urticants et à souche rhizomateuse.
Ses feuilles opposées sont ovales à largement lancéolées, profondément dentées et portées par un pétiole de 2 à 7 cm de long (plus court que le limbe).
Les fleurs unisexuées, mâles ou femelles, sont portées (sur le même pied) par des grappes de 2 à 5 cm de long, plus ou moins rameuses. C’est donc une plante monoïque alors que l’ortie commune est dioïque.
La floraison s’étale d'avril à octobre et la pollinisation se fait par le vent (anémogamie).
La graine est un akène de 1 mm.

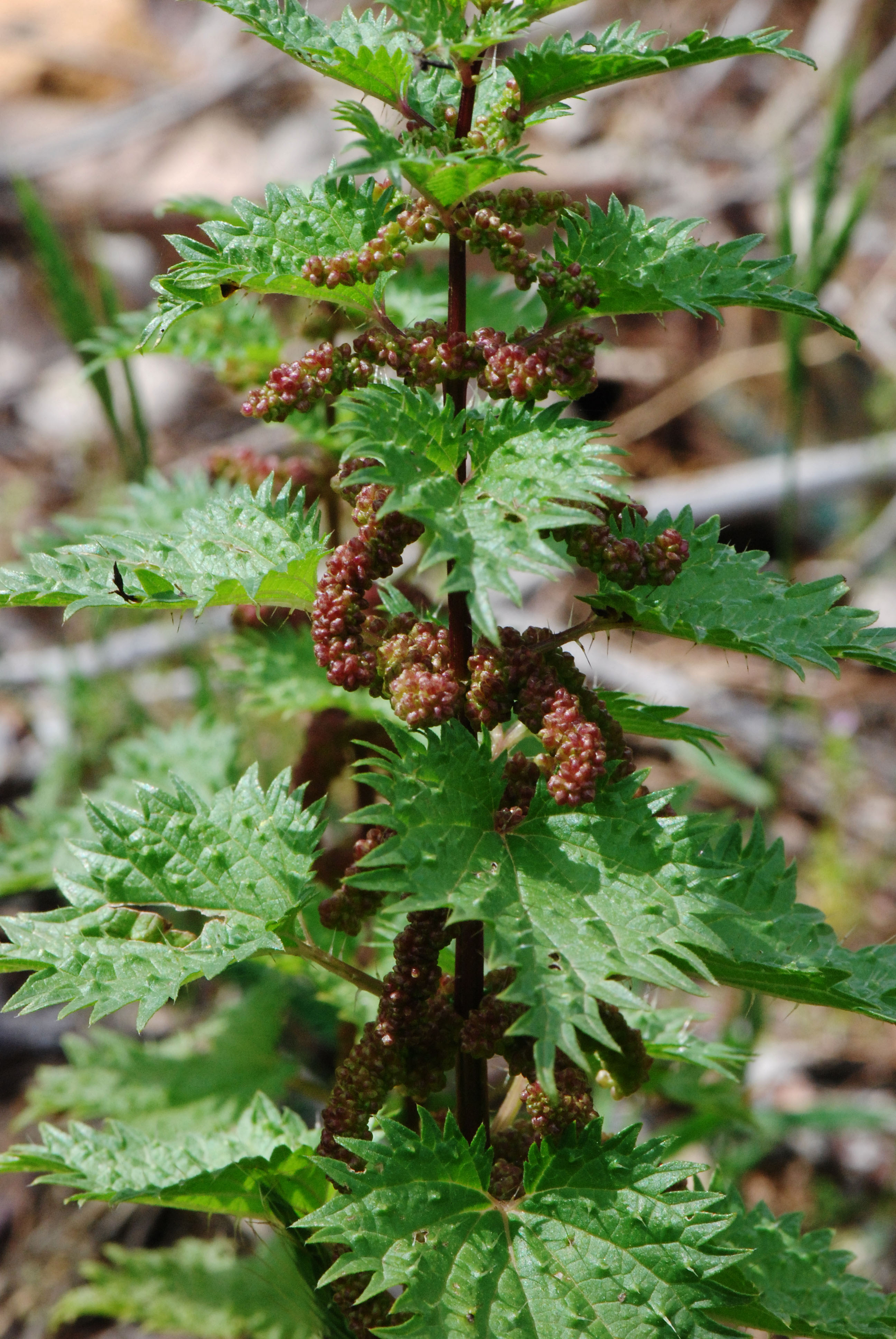
Ortie noirâtre.

## Aire de répartition
L’ortie noirâtre a une aire de répartition restreinte : elle ne se trouve qu’en Corse, Sardaigne, Italie centrale (Toscane), dans les îles de l’archipel toscan et les îles Baléares. C’est donc une endémique de ces régions.
Elle se plait dans les pelouses rudéralisées et les reposoirs de troupeaux.